# Samozwaniec
Samozwaniec – osoba przywłaszczająca sobie jakiś tytuł lub godność.
Zjawisko znane jest w różnych kulturach, m.in. jako podawanie się za „prawdziwego” władcę lub za świętego.
Szczególnego rozmachu zjawisko to nabrało od czasów Smuty w Rosji, stając się zjawiskiem charakterystycznym dla kultury i mentalności rosyjskiej.